# Metal Blade Records
Metal Blade Records este o casă de înregistrări americană, fondată în 1982 de către Brian Slagel, orientată spre diverse subgenuri de metal. În 2010  2010 Metal Blade Records a aderat la RIAA.

## Artiști afiliați la Fearless Records
- Lista artiștilor ai Metal Blade Records

## Vezi și
- Lista caselor de discuri

## Legături externe
- Official Website
- Official Facebook Page
- Official YouTube Channel
- Official Twitter
- Official Web Store
- Official MySpace
- Interviu cu Brian Slagel pe Metal Blade, HitQuarters Sep 2002